# Camptomastix
Camptomastix is een geslacht van vlinders uit de familie van de grasmotten (Crambidae), uit de onderfamilie van de Spilomelinae. De wetenschappelijke naam van dit geslacht is voor het eerst voorgesteld door William Warren in een publicatie uit 1892.

## Soorten
- C. hisbonalis (Walker, 1859)
- C. septentrionalis Inoue, 1982